# داوران (رفسنجان)
داوران، روستایی است در 27 کیلومتری شرق رفسنجان از توابع بخش مرکزی شهرستان رفسنجان در استان کرمان ایران.
این روستا در مسیر جاده رفسنجان به زرند قرار دارد. اطراف این روستا کوه‌های بلندی است که معروفترین آنها کوه علمدار       (کوسه‌) است که وجه تسمیه آن به دلیل سنگی بودن کامل و عدم رویش گیاهان در آن است – آب قنات داوران به عنوان یکی از بهترین آبهای قنات در کل منطقه رفسنجان شناخته می شود و حتی بسیاری از مردم شهرهای اطراف برای استفاده از آن به این روستا مراجعه می کنند.
در بالا ده و پایین ده ۲ برج با قدمت بیش از ۱۰۰ سال است که برای محافظت از شر دزدان و راهزنان مورداستفاده قرار می‌گرفته و در حال حاضر کاملا سالم و پابرجا می باشند. اماکن زیارتی بی بی گوهر در ابتدای داوران و شفاخانه حضرت علی (ع) در بالای ده است. 
در میان ده  و در کوچه سرو کهن(کوچه مسجد میان ده) درخت سرو تنومندی وجود دارد که بسیار شگفت انگیز است و دارای قطر بزرگ و عمر بالایی می باشد. روستای داوران بتازگی درحال نوسازی کوچه ها و محله ها می باشد که امید است چهره ای زیباتر به آن داده شود.
از جاذبه‌های دیدنی که توسط کوه نوردان داوران کشف شد می‌توان غار میرزا را نام برد که اطراف داوران و در کوه‌های دره رنج وجود دارد.
داوران یکی از فرصت های سرمایه گذاری گردشگری وصنایع دستی ایران می باشد 
جاذبه های طبیعی
·         طبیعت زیبا و مناظر بی نظیر، آب و هوای مطبوع،  رودخانه،  چشمه،  غار طبیعی، تپه ها و ارتفاعات زیبا،  درختان و باغات میوه،  پوشش گیاهی،  پدیده های خاص طبیعی در مسیر روستا (چاه دریا)

جاذبه های تاریخی 
عمارت میخانه،  برج بالا و پایین،  مدرسه داوران، شفاخانه حضرت علی علیه السلام ، مقبره بی بی گوهر، درخت کهنسال سرو بنه
جاذبه های اجتماعی، فرهنگی و هنری ، مذهبی 
·         امامزاده بی بی گوهر، آئین های باستانی و مذهبی،  صنایع دستی،  مراسم محلی
هیئت و روضه هفتگی در بیت العباس داوران هرهفته شب های جمعه برقرار است 
جوانان روستا هرهفته شب های جمعه یکساعت بعد از نماز مغرب و عشاء بعداز قرائت دعای روحبخش کمیل و سینه زنی پای درس امیرالمومنین می نشینند و حکمت های نهج البلاغه را فرا میگیرند  (کانون فرهنگی مذهبی علمدار داوران)

امکانات و خدمات
·         آب، برق، تلفن ثابت و تلفن همراه،  مخابرات، درمانگاه، اورژانس،
مزیت ها، فرصت ها و قابلیت ها
·         انگیزه زیاد جهت توسعه منطقه توسط ساکنین آن،  خونگرمی و مهمان نوازی و پذیرش افراد غریب، جوان بودن جمعیت منطقه، با سواد بودن اکثریت مردم منطقه، استقبال گردشگران از منطقه بویژه در ایام تعطیل، وجود امامزاده و مساجد در منطقه، آمادگی ایجاد و توسعه گردشگری توسط مردم منطقه،  برخورداری از جاده دسترسی مناسب، وجود وسایل حمل و نقل عمومی تا مرکز دهستان،  وجود منابع خاک و آب مناسب، وجود معادن در منطقه، وجود امکانات زیربنایی نسبی در منطقه،  آب و هوای مناسب و مطلوب در فصول گرم سال، طبیعت زیبا و قرار گرفتن در منطقه کوهستانی، جود رودخانه های فصلی در منطقه،  وجود تپه ها جهت پیاده روی و طبیعت گردی، وجود باغات متعدد میوه و مزارع،  وجود گیاهان دارویی و صنعتی در منطقه، وجود ارتفاعات متعدد و امکان ایجاد ورزشهای کوهنوردی و کوه پیمایی، وجود گونه های مختلف گیاهی و جانوری، امکان ایجاد بستر مناسب برای جذب گردشگران طبیعی و تفریح ساکنین نواحی گرمسیری به دلیل وضعیت آب و هوای مناسب،  طبیعت زیبا و کوهستانی بودن منطقه جهت جذب گردشگر، امکان بوجود آوردن بستر لازم جهت ایجاد کمپ های زمستانی و تابستانی،  جذب ورزشکاران حرفه ای و نیمه حرفه ای بدلیل وجود ارتفاعات در منطقه،  بستر مناسب جهت ایجاد کمپ های کوهنوردی،  نزدیکی به مرکز شهرستان جهت استفاده از امکانات رفاهی، اقامتی و خدماتی، ارتقاء سطح فرهنگ منطقه در اثر تبادل نظر با گردشگران، بازسازی بناهای مذهبی، جذب گردشگران مذهبی به دلیل زیارتگاههای موجود در منطقه، ایجاد فرصت های جدید شغلی و افزایش درآمد منطقه به دلیل ورود گردشگران بیشتر به منطقه، ایجاد همگرایی و یکپارچگی اجتماعی - فرهنگی در سطح منطقه و تقویت وحدت و وفاق ملی،  وجود چشمه های آب و جویبارهای روان در منطقه

نیازها
بهسازی آسفالت جاده دسترسی داوران، بهسازی، ساماندهی سیستم جمع آوری و دفع زباله، توسعه و تجهیز مرکز بهداشت داوران، ایجاد کمپ کوهنوردی و تپه نوردی، نصب تابلوهای اطلاع رسانی، تهیه بروشور، کتاب، پوستر و فیلم، راه اندازی وب سایت اطلاع رسانی گردشگری در اینترنت، برگزاری اردوهای دانش آموزی و دانشجویی، برگزاری همایش ها و جشنواره ها، احداث مجتمع تفریحی-اقامتی و رفاهی

## جمعیت
این روستا در دهستان دره‌داران قرار داشته و براساس سرشماری سال 1395 جمعیت آن 2631 نفر بوده‌است.